# Français méridional

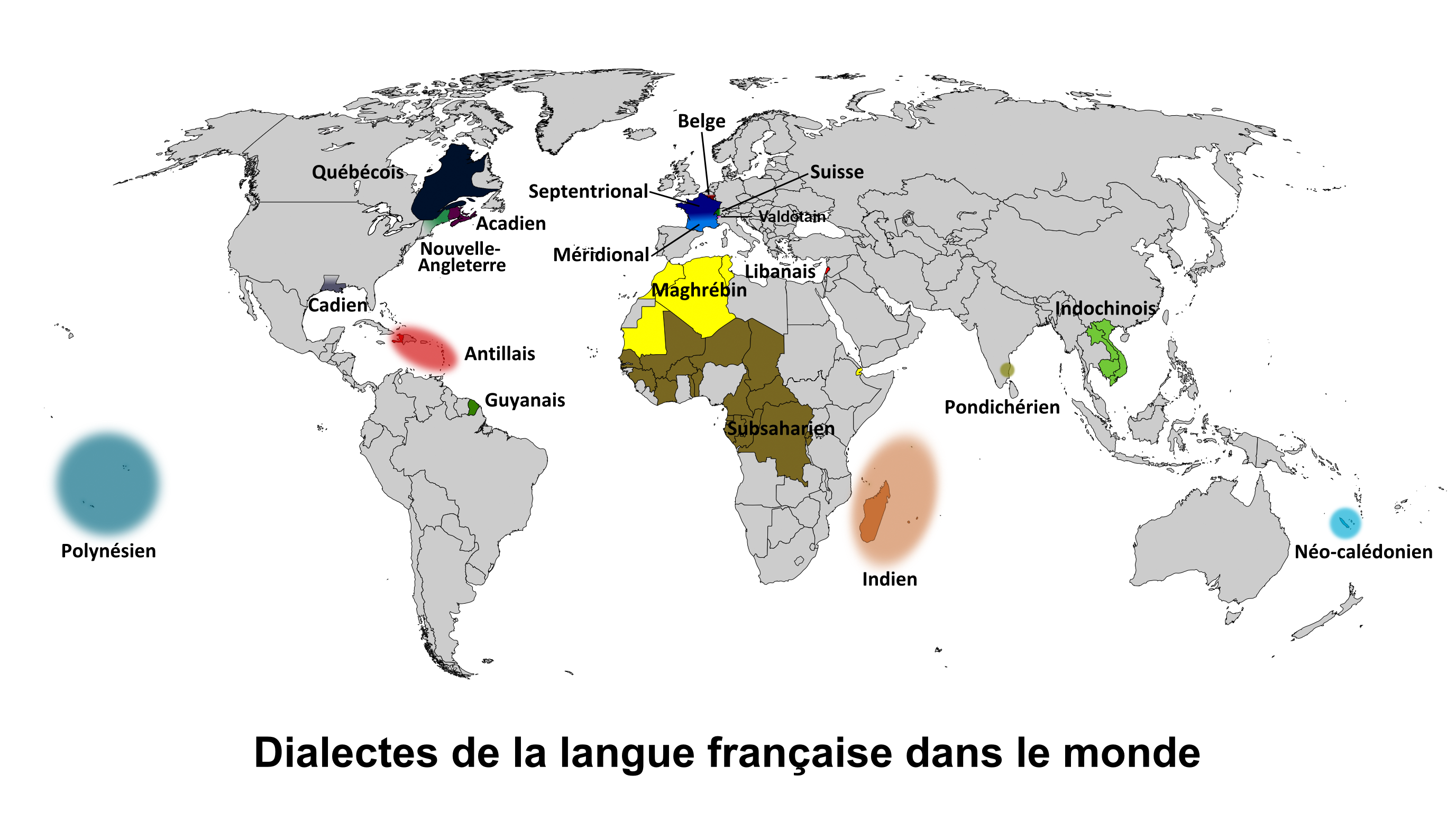
Dialectes de la langue française

Le français méridional (ou français d’oc) est la variante régionale du français parlé dans les régions de France où l’occitan est la langue traditionnelle.
Pour certains linguistes, le français d'Occitanie n'a comme particularité qu'une prononciation différente (accent du sud) du français standard. Il représente l'une des dernières étapes de la substitution linguistique de l'occitan en France. Tandis qu'outre la phonétique et la phonologie, on doit attribuer au francitan les variantes morpho-syntaxiques ou lexicales,.
Pour d'autres, le francitan ne se distingue pas du français d'oc en tant que variété régionale du français parlée en Occitanie, influencé par l’occitan qui joue le rôle de substrat linguistique,.

## Caractéristiques

### Sens différencié du francitan
Pour les linguistes qui considèrent que le français méridional n'est pas du francitan, cette variante régionale ne se distingue du français standard que par sa prononciation:
Au niveau phonologique, la prononciation même du français méridional se distingue de celle des autres régions :
- présence d'un accent tonique de mot, à peu près disparu du français standard au profit d'un accent de séquence verbale, avec quelques paroxytonies (accents sur des syllabes non terminales : ’mè-fi, ’vò-mi, ba’lè-ti), ce qui donne au français de la zone occitane son aspect chantant[5]. C'est ce qu'on appelle l'« accent méridional », audible chez toutes les générations mais plus prononcé chez les personnes âgées qui ont l'occitan pour langue maternelle ;
- prononciation des e caducs : cerise se prononce [sə.ˈʁi.zə], et Sisteron et Luberon ont trois syllabes malgré l'absence d'accent sur le -e- central ; une phrase comme « je te le donne », que le français standard prononce volontiers en deux syllabes (« j'te l'donn' » [ ʒ‿tə l‿dɔn], ou même parfois « j't'le donn' » [ ʒ‿t‿lə dɔn]) en conserve quatre ou cinq en français méridional ([ ʒə tə lə dɔ.nə]) ; les -e terminaux, par analogie avec les terminaisons occitanes atones en -a et en -o, sont réalisés comme un schwa dont la coloration ([ə], [ɘ], [ɐ] ou encore [ø]) dépend de la région : baguette ([ba.ˈɡɛt]) se prononce ainsi [ba.ˈɡɛ.tə], et mère ([ˈmɛ.ʁə]) est distingué de mer ([mɛχ]). Le français méridional peut même créer des -e- euphoniques invisibles à l'écrit : *pe-neu pour pneu[6] ;
- refus de certaines diphtongations : jou-er a deux syllabes en français méridional ([ ʒu.e] vs. [ ʒwe]), ca-mi-on en a trois ([ka.mi.ɔŋ] vs. [ka.mjɔ̃])[6] ;
- la répartition des sons mi-ouverts [ɛ], [œ], [ɔ] et mi-fermés [e], [ø], [o] se fait uniquement selon la loi de position : le son est ouvert si la syllabe possède une coda ou si la syllabe suivante a pour noyau un schwa, sinon il est fermé[7] ; il y a donc alternance vocalique entre peur ([pœχ]), peureux ([pø.ˈʁø]) et peureuse ([pø.ˈʁœ.zə]), entre français ([fχaŋ.ˈse]) et française ([fχaŋ.ˈsɛ.zə]), entre côté ([ko.ˈte]) et côte ([ˈkɔ.tə]), et disparition de certaines distinctions du français standard : paume se prononce comme pomme ([ˈpɔ.mə]), jeûne comme jeune ([ˈʒœ.nə])[8], étais comme été ([e.te])[5].
- voyelles nasales parfois remplacées par le complexe voyelle + [ŋ], ce qui donne, par exemple, pour le mot pain [pɛŋ] au lieu de [pæ̃] en français standard[9] ; prononciation du -en final comme -in (Ventabren) ; distinction des sons -un et -in, souvent confondus ailleurs[5].
- certaines consonnes sont également différentes des autres variétés de français : le r n'est que très rarement prononcé comme dans les variétés septentrionales, à savoir le [χ] dans proche [pχɔʃ ] ou le [ʁ] dans rester [ʁɛs.te] : le français méridional préfèrera systématiquement le r roulé uvulaire (ʀ ; également fréquent dans toutes les variations régionales de l'occitan), que ce soit en position initiale, en position centrale entre deux voyelles, en conjonction avec une consonne ou en position finale.

### Sens assimilé au francitan
Les linguistiques qui utilisent indifféremment les termes de français méridional ou de francitan pour décrire le même sujet d'étude, reprennent les caractéristiques ci-dessus et ajoutent en plus les suivantes :
Au niveau lexical, les particularités du français méridional sont de deux types :
- des importations de mots occitans francisés : péguer, de l‘occitan pegar, coller (et ses dérivés pégueux, empéguer, dépéguer), bordille, de l‘occitan bordilha, déchet, ordure (souvent utilisé au sens figuré, c‘est-à-dire comme injure), dégun, personne, cousin naturel du français aucun, se rembrailler, de l‘occitan se rembralhar là où le français n'a conservé que l‘adjectif débraillé. S‘y ajoutent parfois des créations de termes « français » sur des modes occitans : démontagner pour descendre de la montagne[10]. Certains de ces termes d‘origine occitane intégrés dans le français méridional ont ensuite essaimé dans le français général : bastide (doublon occitan de bâtisse), cade (espèce de genévrier), minot, pastis (à l‘origine, signifiait désordre, mélange, d‘où le verbe pastisser[11]), marronner (de marrounar, murmurer) ;
- des usages locaux de termes ou expressions du français : adieu pour bonjour[12], beaucoup dans le sens de très[13] (« j‘ai beaucoup faim ») ; à Marseille, un restaurant est un pain, un tournedos un steak haché, serpillière se dit pièce, etc. ;
- chez les anciens, quelques variations de genre des noms provenant d‘une discordance entre français et occitan : une lièvre[14] (masculin en français septentrional).

Au niveau grammatical, on rencontre de même des importations directes de l'occitan : le passé surcomposé (j'ai eu été), de nombreuses formes verbales transitives (tomber la veste, crier un enfant), l'inversion de certains auxiliaires (il a tombé, je suis été) l'utilisation abusive de certains verbes (faire l'essence pour "mettre de l'essence" mais aussi il me fait pour "il me dit") ou conjonctions (emploi de que en place de "dont", "car", "où", "afin" ce qui donne respectivement l'homme que je te parle, viens que je t'appelle, la ville que je suis né, donne-moi le, que je m'en serve). On peut également noter l'emploi de l'article défini à la place de l'adjectif possessif : Comment va le père ?, J'ai mené le petit à l'école.

## Usage
Le français méridional varie selon les endroits. Il est évidemment d'usage plus courant dans les zones rurales et parmi les générations plus âgées[réf. nécessaire], mais dans certaines villes comme Marseille, la force de l'identité locale encourage l'usage du parler marseillais. Le fait de parler avec l'accent méridional entraîne certains préjugés qui peuvent présenter un sérieux obstacle à l'ascension sociale. Ainsi, les médias de masse français ne tolèrent l'accent du Sud que pour commenter des événements sportifs, en particulier le rugby, et dans des émissions de téléréalité stéréotypées.

Un sociolinguiste à l'accent méridional ne s'est pas senti pour sa part pénalisé dans son travail, contrairement à d'autres professions pour lesquelles il stigmatise une véritable « glottophobie » et une forte pression de conformité de la norme du français standard (qui pourtant est une langue abstraite et n'est pratiquement parlée par aucun locuteur) : 

« Contrairement aux journalistes radio-télé, aux comédiens, aux futurs enseignants sommés de se conformer à la règle de la prononciation « neutre, parisienne, bourgeoise » s'ils veulent obtenir un emploi [...] Ces discriminations qui visent des personnes en fonction de leurs identités linguistiques – ce que j'ai nommé la « glottophobie » – font des ravages, humainement et socialement. Des enfants et des adultes sont exclus car ils n'ont pas « la-maîtrise-de-la-langue », des standards [...] Jusqu'en 1945, le diktat dans toutes les régions, c'était apprendre le français. Depuis 1970, on impose, en plus, de le parler « bien », c'est-à-dire de manière uniforme. Après avoir essayé de détruire les langues régionales ou immigrées, on cherche à éliminer la diversité du français lui-même, ou plutôt de se servir de sa norme dominante pour sélectionner celles et ceux qui auront accès la réussite sociale. »

— Philippe Blanchet (1961– ), Discriminations. Accent, faute de français: on les paye très cher
L'accent méridional est principalement utilisé dans la publicité pour reproduire les stéréotypes provinciaux véhiculés par l’œuvre de l‘écrivain Marcel Pagnol, et plus encore par ses films qui ont obtenu avant et après guerre une très large audience et mettaient en scène un véritable « pittoresque » régionaliste, lequel n'était pas pour rien dans son succès, en-deçà d'une authenticité par ailleurs indéniable. Pourtant, de nos jours encore (années 2010), des productions audiovisuelles mises en scène dans des régions d’Occitanie ou dont les faits sont censés s'y dérouler écartent clairement du casting des acteurs d'accent du Sud. Il est reproché à l'industrie audiovisuelle française des discriminations envers les Occitans comme le fait que « dans les films français, tous les personnages cultivés et honnêtes ont l‘accent de Paris, tandis que ceux qui ont l’accent occitan sont des consanguins vénaux, des débiles, des lâches... » mais aussi que « certains films font parler des Occitans comme Jean Jaurès ou Georges Brassens avec l'accent de Paris ».
Comme d'autres variétés en voie de nivellement linguistique, le français méridional pourrait représenter, tout du moins en partie, la prononciation des anciennes élites locales, telle que la prononciation du -e final [ə], lequel n'était pas muet dans le français ancien, ne l'a jamais été et ne l'est toujours pas dans le Midi. Cette prononciation du -e final a pourtant déjà été retirée du français normé il y a quelques siècles[réf. souhaitée], malgré sa subsistance dans certains parlers régionaux.
Depuis la fin des années 1980, on assiste à une récupération et à une revalorisation du français méridional dont on peut se rendre compte à travers l’importante offre d’ouvrages littéraires commençants souvent par « Le Parler de… » tels que Le Parler de Marseille de Robert Bouvier (1985), Le parler camarguais de Michèle Poveda-Armanet (1994), Le parler du Languedoc et des Cévennes de Christian Camps (2006).

## Variantes régionales
Plusieurs variétés de français méridional peuvent être distinguées. Certaines variétés sont propres à des aires géographiques, comme le bordeluche à Bordeaux, le parler marseillais, le toulousain, etc.,, D'autres sous-variétés de français méridional sont propres à des groupes sociaux, ainsi la variété de français parlé par les Juifs de Gascogne.